# Michele Cascella
 Michele Cascella  (n. 7 septembrie 1892, Ortona, Abruzzo, Italia – d. 31 august 1989, Milano, Italia) a fost un pictorul italian, post-impresionista pictor.

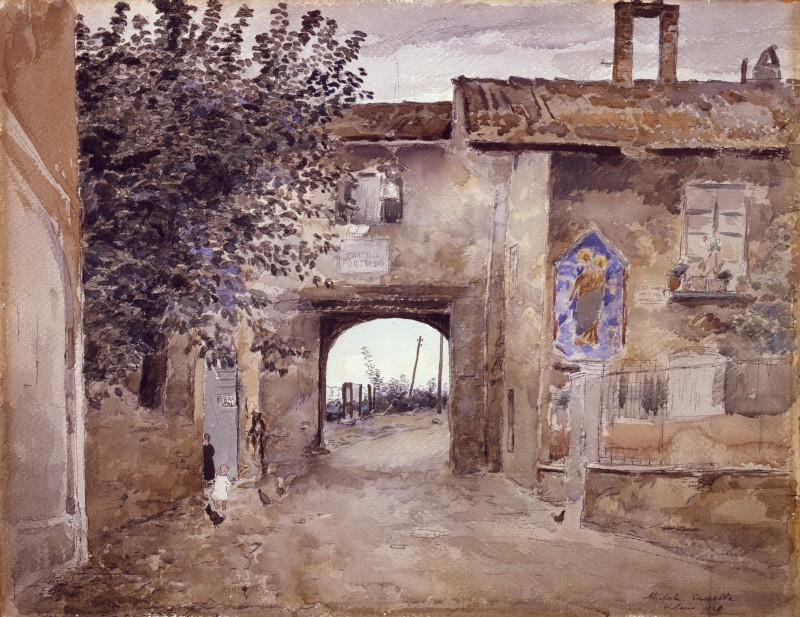
L'ingresso al Portello, (1928) Collezioni d'arte della Fondazione Cariplo

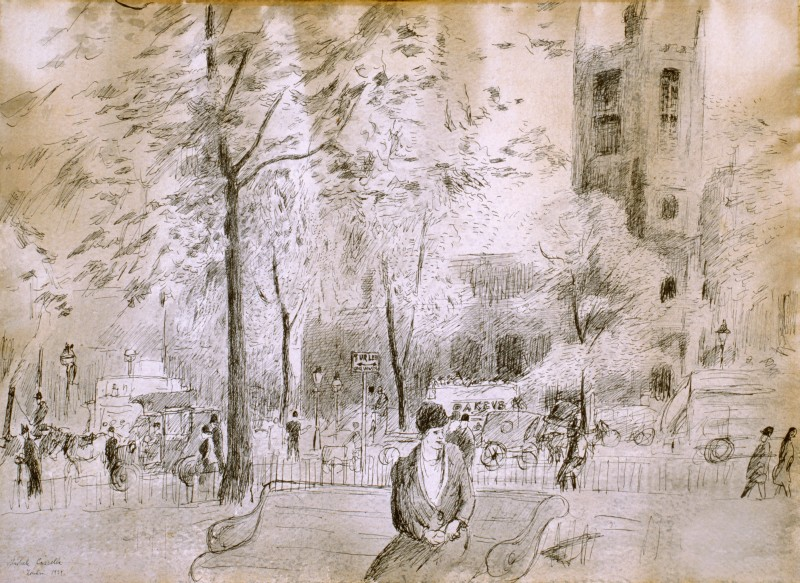
Londra, (1929) Collezioni d'arte della Fondazione Cariplo

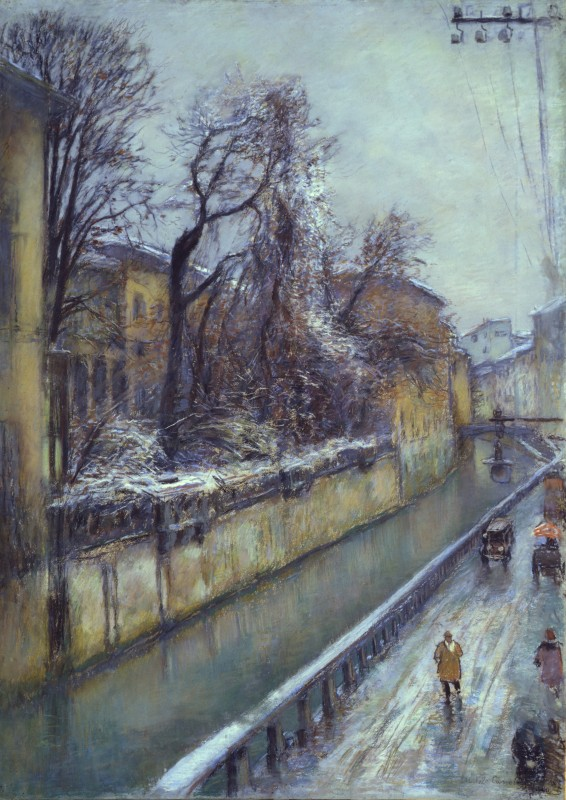
Lungo il Naviglio, (1929) Collezioni d'arte della Fondazione Cariplo

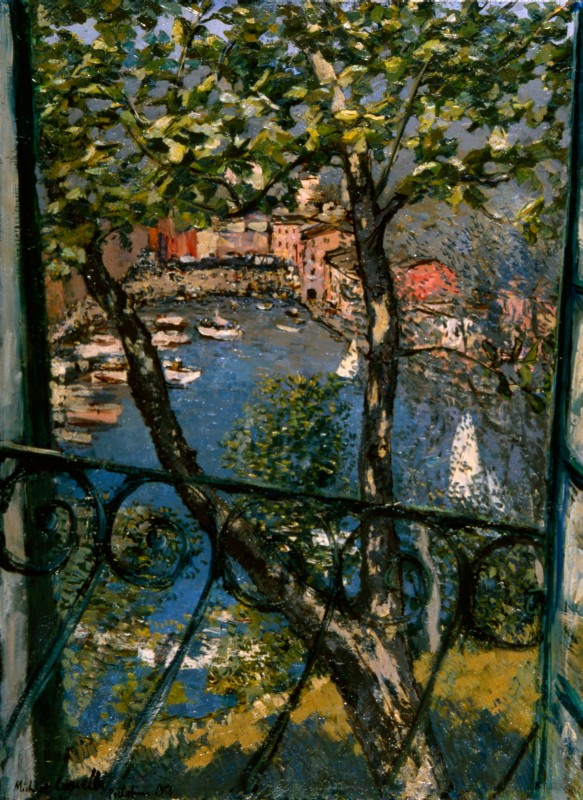
Portofino, (1956) Collezioni d'arte della Fondazione Cariplo

## Viața și Opera
Michele Cascella s-a născut la 7 octombrie1892 în localitatea Ortona a Mare, lângă Chieti.
Acesta este exprimat folosind ca tehnici principale: ulei, creion, acuarela, litografie.
Pictor este mort la Milano pe 31 august 1989.

## Bibliografie

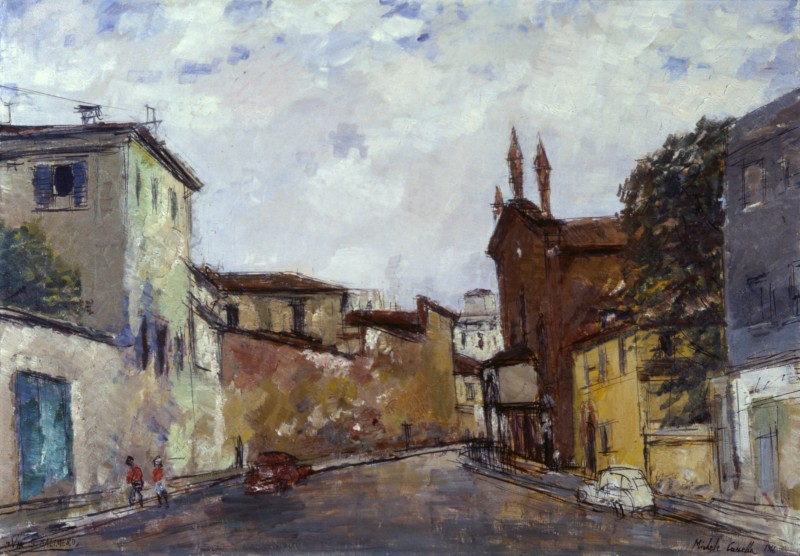
Via San Calimero, (1966) Collezioni d'arte della Fondazione Cariplo